# Victoria Peak (Antarktika)
Der Victoria Peak (spanisch Monte Victoria) ist ein kegelförmiger und 485 m hoher Berg im Süden der Brabant-Insel im Palmer-Archipel vor der Westküste der Antarktischen Halbinsel. Er ragt 3 km östlich des Mount Bulcke auf.
Zuerst gesichtet und fotografiert wurde er bei der Belgica-Expedition (1897–1899) des belgischen Polarforschers Adrien de Gerlache de Gomery. Der Name des Bergs ist erstmals um das Jahr 1921 auf Landkarten verzeichnet. Der Benennungshintergrund ist nicht überliefert.